# 水元さきの
水元 さきの（みずもと さきの、1995年‐）は、日本のイラストレーター。東京都墨田区出身。

## 経歴
学生時代から絵は描いていたものの、画力に自信が持てず、絵は趣味で描いていた。（ラムネチョコという名義でSNSにイラストを投稿。）
クラゲ好きが高じて、大学は海洋系の学部に進み、クラゲの研究室に所属。新卒で就職するが、2019年5月にイラストレーターとして独立し、このタイミングでラムネチョコから水元さきのに改名。青を基調としたイラストで、書籍やCDジャケット、広告など幅広いジャンルで活動している。

## 作品
作品集
- 「そこから見た景色の話を　水元さきの作品集」（2023年、芸術新聞社）

イラスト
- 「わたしの気になるあの子 」（朝比奈蓉子、ポプラ社）
- 「なんでもない一日の辞典」（山口謠司、WAVE出版）

装丁
- 「電話交感 私とおばあちゃんの七日間の奇跡」(こがらし輪音、角川文庫)
- 「「魂の道」を行けば、ソウルメイトに必ず出会える」（奥平亜美衣、すばる舎）
- 「ぼくは青くて透明で」（窪美澄、文藝春秋）
- 「早朝始発の殺風景」（青崎有吾、集英社）